# Charles Moore (Leichtathlet)
Charles Moore (Charles Hewes Moore Jr.; * 12. August 1929 in Coatesville, Pennsylvania; † 8. Oktober 2020) war ein US-amerikanischer Hürdenläufer, der 1952 Olympiasieger über die 400-Meter-Distanz wurde.
Moore, der an der Cornell University studierte, siegte bei den NCAA-Meisterschaften 1949 über 440 Yards und 1951 über 220 Yards Hürden. Von 1949 bis 1952 war er ungeschlagen über 440 Yards bzw. 400 Meter Hürden und wurde viermal in Folge US-Meister. 1952 wurde er außerdem US-Hallenmeister über 600 Yards.
Bei den Olympischen Spielen 1952 in Helsinki gewann er über 400 Meter Hürden in 50,8 s. Moore lief auch als dritter Läufer der US-amerikanischen Mannschaft in der 4-mal-400-Meter-Staffel. Im Finale wurde er vom Jamaikaner Herb McKenley überholt, die beiden Schlussläufer liefen gleich schnell, und Jamaika gewann Gold vor den USA.
Charles Moore war 1,85 m groß und wog in seiner aktiven Zeit 77 kg.